# Rachel Brice
Rachel Brice (født 15. juni 1972) er en amerikansk danser og koreograf. Hun arbejdede som en professionel mavedanser i amerikansk stammestil (American Tribal Style Belly Dance), afledt af mavedansstilen.

## Biografi
Hun blev født den 15. juni 1972 i Seattle, Washington, og dimitterede fra San Francisco State University. Hun lærte yoga og mavedans i en alder af 17. Hun opdagede dansens verden, mens hun så Hahbi'Ru optræde på Renaissance Fair i North Carolina i 1988, og lærte mavedans af Atesh, direktøren for Atesh Dance Troupe. Hun dyrkede yoga i et stykke tid, før hun i 1996 underviste i yoga med hjælp fra sin yogainstruktør, Erich Schiffmann.
Hun har været danser siden 1999, og i begyndelsen af 2000'erne tog hun mavedanskurser hos Carolina Nericcio og Jill Parker. Hun blev hyret af pladeproducer Miles Copeland III i 2001 og optrådte og turnerede med Bellydance Superstars, et professionelt Bellydance-dansekompagni grundlagt i San Francisco, Californien i 2002. Hun producerede også undervisnings- og performance-mavedans-dvd'er og udgav en række musik-cd'er med sangene brugt i forestillingen.
I 2003 grundlagde hun The Indigo Belly Dance Company, et dansekompagni med speciale i mavedans, i San Francisco og udførte American Tribal Style Belly Dance, afledt af mavedansstilen. Derudover udgav den pædagogiske videoer med fokus på yoga og mavedans, mens de holdt workshops i USA, Europa, Asien og Australien. Hun grundlagde også Studio Datura i Portland, Oregon, og lancerede 8 Elements tilgangsprogrammet til mavedans. I 2012 grundlagde hun Datura Online, et online foredragsstudie for yoga og mavedans.

## Liste over værker

### Performance video
- Bellydance Superstars Live in Paris: Folies Bergere
- Bellydance Superstars Solos in Monte Carlo
- Bellydance Superstars

### Pædagogisk video
- Tribal Fusion: Yoga, Isolations and Drills a Practice Companion with Rachel Brice
- Rachel Brice: Belly Dance Arms and Posture
- Serpentine: Belly Dance with Rachel Brice (DVD, video)